# 주공삼
주공삼(朱孔三, 본명: 주진우, 본명 한자: 朱珍雨, 1875년 6월 16일~1953년 10월 18일)은 대한제국 민본주의 황조 비주권 군주제 조선 시대의 관료직을 지낸, 일제강점기 시대의 개신교(장로회)의 목사였으며, 사회 운동가로도 활약했다. 소설가 여심 주요섭(餘心 朱耀燮, 1902년~1972년)의 선친(先親)이다.
본(관향)은 신안(新安)이고, 개명(改名)하기 이전의 아명(兒名)은 주진우(朱珍雨)이며, 호(號)도 신안(新安)이다. 1945년 8월 15일, 광복(을유 해방)이 출범 및 도래한 이후에서부터 그의 한반도 한민족 사회적인 상속자는, 그의 자녀들 가운데 차남(둘째아들)인 소설가 겸 대학 교수 여심 주요섭(餘心 朱耀燮)이기도 하다.
1875년 당시 조선 시대의 평안도 평양 출생이다. 아명(兒名)은 주진우(朱珍雨)였는데, 6세 시절이던 1880년에 주공삼(朱孔三)으로 개명(改名)을 하였다. 공삼(孔三)이라는 그의 이름은 공자(孔子)와 주자(朱子)의 뒤에 주진우(朱珍雨)라는 그 자신이 있다는 의미로써, 주진우(주공삼)의 부친이 개명하여 지어 준 것이다.
아울러 그는, 한때에 일찍이 나름의 견문을 넓히고자, 1886년 3월에서부터 1887년 7월까지는 청 제국으로 16개월 동안 건너가, 안후이 성의 황산(黃山)·허베이 성의 톈진(天津)까지 다녀온 이후 13세 당시에 귀국했다. 이후에 그는, 1893년 8월에 음서로써 천거되어, 그 후 1899년 1월까지 어언 6년간 남짓 대한제국 민본주의 조선 황조 하급 관료직을 지냈으며, 25세 당시였던 1899년 1월에 대한제국의 관료직을 전격 퇴임 선언하였다.
시인 주요한(朱曜翰), 소설가 주요섭(朱耀燮), 극작가 주영섭(朱永涉) 형제들의 아버지이기도 한 그는, 어려서부터 한학을 수학하였고, 1901년에서부터 1907년까지 한시 시조 시인(시문학가)으로 6년 남짓 활약하였으며, 유교(성리학)에서부터 개신교(장로회)로 개종한 후에는 1910년 3월, 평남평양조선예수교장로회신학교를 나오면서 그 계기로써 개신교 목사 안수를 받았다. 아울러 그는, 이듬해 1911년 11월에서부터 1914년 3월까지 일본 도쿄에 어언 3년 남짓 체류한 뒤 귀국, 1935년 이후에는 자선 사회 사업 등에도 관여하였다.

## 광복 이후의 말로
1945년 8·15 을유 광복 후에는 삼팔선이 생기고 나서는 월남하려 하였으나, 북토 소련 군정 치하 평남 평양 주재 소비에트 인민위원회 등의 방해로 인해 끝내 뜻을 이루지 못하면서, 주진우(주공삼)는 당시 월북한 막내아들 주정섭(주영섭)도 생전에 북토에서도 만나지 못한채 평남 대동군으로 은거하고 있다가, 1950년 6·25 한국 전쟁이 터졌으며, 그 당시에 북한 괴뢰 인민군 징집 장려 홍보 권유 등을 피해다니면서 평남 강동군·강서군 등으로 은신하던 가운데, 결국 평남 강서군에서 북한 공산 정권 인민군한테 잡혀 황해도에까지 끌려갔다가, 동년 9월 15일 미군이 발포한 황해도 폭격 등으로 인해 북괴 인민 정부 공산군이 타격되면서 그때부터 북괴의 인민공산군이 위축되자, 바로 이를 계기로 하여금 남한으로 탈출함으로써 월남한 그는, 동년 9월 28일 대한국군이 서울 수복 작전 등에 성공하자 이때부터 서울로 남하했고, 동년 11월 이후부터 경기도 가평·충남 보령·전북 군산·전남 화순 등을 거쳐 기거타가, 1952년 3월을 전후하여 전남 무안 지역을 등지고 타지로 떠났으며, 8개월 이후 1952년 11월을 전후한 당시 전남 신안군에서부터 어선(漁船)까지 피난민들의 단체로써 빌려 타고, 제주도 북제주 등의 지역으로까지 피난 생활을 했다. 그렇게 월남하면서도 장남 주요한과 차남 주요섭은 둘 모두 그리 끝끝내 만나지도 못한채 피난 생활로써 갈수록 건강이 피폐해졌으며, 제주도 북제주군으로 건너간지도 약1년여가 지난 1953년 7월 27일 당시, 계사 종전 협정 체결로써 한국 전쟁이 끝난 후 휴전선이 생기고 나서 얻은 장티푸스와 뇌수막염의 합병증으로 인해, 1953년 10월 18일 제주 북제주에서 사망했다.

## 가족 관계
- 자녀: 4남 4녀(8남매)
  - 장자: 주요한(朱耀翰, 1900년 12월 5일~1979년 11월 17일)
  - 차자: 주요섭(朱耀燮, 1902년 11월 24일~1972년 11월 14일)
  - 삼남: 주병섭(朱丙燮, 1906년 4월 12일~1938년 5월 13일) - 폐병으로 인해 33세 때에 일찍 요절함.
  - 사남: 주영섭(朱永涉, 1912년 1월 11일~몰년 미상) ... 아명: 주정섭(朱丁燮)